# Grandicrepidula
Grandicrepidula là một chi ốc biển, là động vật thân mềm chân bụng sống ở biển trong họ Calyptraeidae.

## Các loài
Các loài trong chi Grandicrepidula gồm có:
- Grandicrepidula collinae Marshall, 2003[2]